# 约瑟夫·佩罗托
约瑟夫·佩罗托（法語：Joseph Perotaux，1883年1月8日—1967年4月23日），生于南特，法国男子击剑运动员。他曾获得1924年夏季奥运会击剑比赛男子花剑团体金牌。他于1967年在巴黎去世。